# Stazzano
Stazzano é uma comuna italiana da região do Piemonte, província de Alexandria, com cerca de 2.108 habitantes. Estende-se por uma área de 17,23 km², tendo uma densidade populacional de 122 hab/km². Faz fronteira com Borghetto di Borbera, Cassano Spinola, Sardigliano, Serravalle Scrivia, Vignole Borbera.

## Demografia
| Variação demográfica do município entre 1861 e 2011                               |
|                                                                                   |
| Fonte: Istituto Nazionale di Statistica (ISTAT) - Elaboração gráfica da Wikipedia |